# Stömnesjön, Värmland
För andra betydelser, se Stömnessjön.
Stömnesjön är en sjö väster om Stömne i Arvika kommun i Värmland och ingår i Göta älvs huvudavrinningsområde. Sjön är 26 meter djup, har en yta på 1,35 kvadratkilometer och befinner sig 131,5 meter över havet. Vid provfiske har bland annat abborre, gers, gädda och löja fångats i sjön.

## Delavrinningsområde
Stömnesjön ingår i det delavrinningsområde (659461-132313) som SMHI kallar för Utloppet av Stömnesjön. Medelhöjden är 169 meter över havet och ytan är 6,86 kvadratkilometer. Räknas de 2 avrinningsområdena uppströms in blir den ackumulerade arean 15,8 kvadratkilometer. Vattendraget som avvattnar avrinningsområdet har biflödesordning 3, vilket innebär att vattnet flödar genom totalt 3 vattendrag innan det når havet efter 244 kilometer. Avrinningsområdet består mestadels av skog (78 procent). Avrinningsområdet har 1,35 kvadratkilometer vattenytor vilket ger det en sjöprocent på 19,7 procent.

## Fisk
Vid provfiske har följande fisk fångats i sjön:
- Abborre
- Gärs
- Gädda
- Löja
- Mört
- Nors
- Sik